# Повне ім'я особи
Ім'я особи або повне ім'я — ім'я, яке складається з декількох іменних слів традиційного або офіційного формату, що загалом дозволяє індивідуалізувати особу.

## Традиції іменування

### Національні
В англомовних країнах повне ім'я складається з власне імені, так званого середнього (або другого) імені та прізвища. Середнє ім'я часто скорочують до ініціалів, а в повсякденному спілкуванні не вживають зовсім. Водночас серед людей шотландського походження зустрічається і зворотна традиція — скорочувати перше ім'я і використовувати як основне повсякденне друге ім'я.
В арабських країнах існує досить складна структура повного імені. Крім власне імені та прізвища може вживатися довгий ланцюжок імен предків, з'єднаних часткою ibn (bin) (по батькові), а також вказівки на місце народження людини. Крім того, перед ім'ям може стояти частка абу (батько) і інше ім'я. Наприклад, Абу Абдалла Махмуд ібн Саїд аль-Маджид = Махмуд, батько Абдалли, син Саїда, з роду Маджид.
Особливістю традиційних ісландських імен є вживання (крім власне імені) по батькові, і вкрай рідкісне вживання прізвищ.

### Вождів і знаті
У імператора, царя, князя та інших представників знаті могло бути кілька імен. Залежно від знатності та кількості титулів повна форма імені могла являти собою довгий ланцюжок імен та величальних епітетів. У монарших осіб головним, прижиттєвим ім'ям було тронне ім'я, яке офіційно замінювало ім'я при народженні, але далеко не завжди залишалось широко відомим після смерті.

### Релігійних діячів
Особливі традиції іменування склалися в релігійній і церковній сфері. Імена вищих церковних діячів у деякому сенсі схожі з іменами титулованої знаті, можуть містити порядковий номер, а також церковний титул. Зазвичай, при прийнятті сану людина змінює своє ім'я, дане їй при народженні, на церковне, яке надалі й стає офіційною формою звернення до неї.

## Порядок слів у повному імені
В Європі (за винятком Угорщини) повне ім'я традиційно записується в порядку «ім'я прізвище». У бюрократичному вживанні прізвище зазвичай ставиться на перше місце. Прізвище традиційно вживається перед іменем у В'єтнамі, Китаї, Монголії, Кореї та Японії.